# پوچوآسا
شهر پوچوآسا (به رومانیایی: Pucioasa) در شهرستان دمبوویتس در کشور رومانی واقع شده‌است. جمعیت این شهر ۱۶٬۴۸۹ نفر  است.